# Тимченковский сельский совет (Харьковская область)
Ти́мченковский се́льский сове́т — входил до 2020 года в состав Змиёвского района Харьковской области Украины.
Административный центр сельского совета находился в селе Тимченки.

## История
- 1973 — данного сельского Совета депутатов трудящихся на территории Змиевского района Харьковской области УССР.
- После 17 июля 2020 года в рамках административно-территориальной реформы по новому делению Харьковской области[2][3] сельсовет, как и весь Змиевской район Харьковской области, был ликвидирован; входящие совет населённые пункты и его территории были присоединены к ... территориальной общине Чугуевского района области.
- Сельсовет просуществовал 47 лет.

## Населённые пункты совета
- село Ти́мченки
- село Аксю́товка
- село Коле́сники
- село Ми́ргороды
- село Острове́рховка
- село Сидоры
- село Тросно́е